# Исидор Паценский
Исидор Паценский (порт. Isidoro Pacense) — епископ города Пакс Юлия в Лузитании (ныне Бежа на территории Португалии).
Жил около 754 года; долгое время считался продолжателем хроники Исидора Севильского, описывающей события с 610 по 754 год и известной под названием «Мосарабская хроника 754 года».